# Szász István (mezőgazdász, 1899–1973)

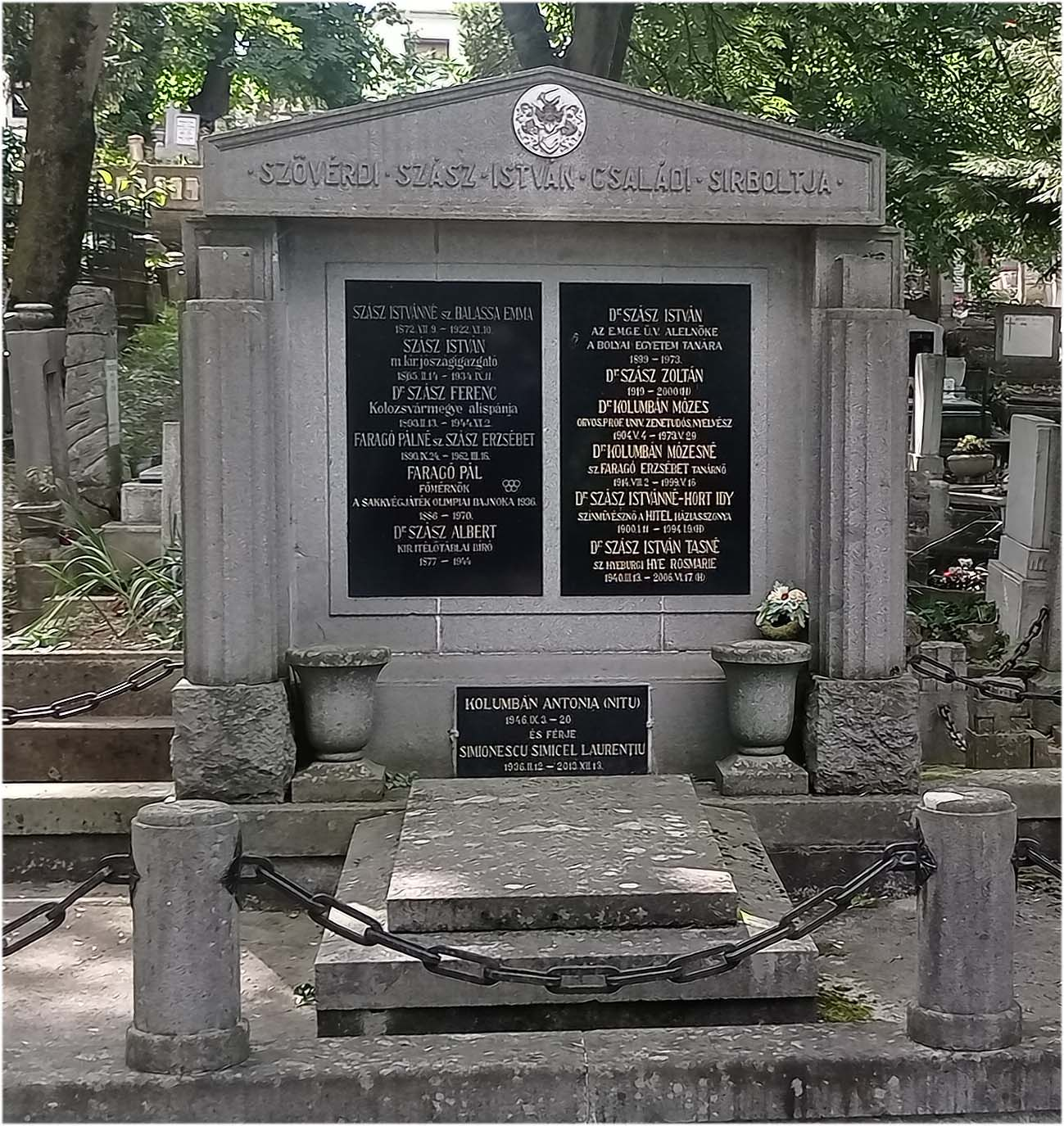
Sírja a Házsongárdi temető lutheránus részében

Szász István, szövérdi (Segesvár, 1899. június 24. – Kolozsvár, 1973. február 16.) erdélyi magyar okleveles gazdamérnök, mezőgazdasági szakíró, Szász István (1865–1934) fia, Szász István Tas apja, Hort Ida férje.

## Életútja, munkássága
A kolozsvári Református Kollégiumban érettségizett 1917-ben, és önkéntesnek jelentkezett az olasz frontra. A Piave menti harcokban a Monte Rosa-i aknavetőállásokban szerzett hadi érdemeket,  majd a háború után a Mezőgazdasági Akadémián kezdte felsőfokú tanulmányait, amelyeket  Debrecenben folytatott, ott szerzett 1921-ben okleveles gazdamérnök címet. Diplomáját a temesvári műszaki egyetemen 1936-ban honosították, doktori fokozatot 1945-ben a kolozsvári Mezőgazdasági Akadémián szerzett.
1923-ban a glasgow-i Central Agency Ltd. kolozsvári fiókjánál helyezkedett el, 1930-ban képviselő, majd a Romanofir Rt.-nél felügyelő volt. 1940-től az EMGE-nél osztályvezetői beosztásban végzett jelentős munkát; később az Egyesület igazgatója, majd ügyvezető alelnöke lett.
1935-ben az ő házukban alapították és szerkesztették a Hitelt, s a folyóirat néhány szakcikkét is közölte. A vásárhelyi találkozó előkészítése részben szintén az ő otthonukban történt. A bécsi döntés után részt vett annak a memorandumnak a megfogalmazásában, amelyet a Hitel-csoport Teleki Pál miniszterelnökhöz intézett, s amelyben a visszatért erdélyi magyarság elvárásait fogalmazták meg. 1944 nyarán egyik tagja annak az ötös csoportnak, amely a Gestapo megérkezése előtt kiszabadította a kolozsvári börtönben fogva tartott baloldaliakat. Részt vett az 1944. szeptemberi memorandumnak a kidolgozásában is, amely Horthy Miklós kormányzónál Magyarországnak a háborúból való kilépését sürgette.
1945–49 között a Bolyai Tudományegyetemen a mezőgazdasági közgazdaságtan előadója, tantárgyának megszüntetése után a Mezőgazdasági Főiskola adjunktusa, majd 1956-ig a mezőgazdasági minisztérium keretében működő ISPOTA-nál tervező és talajkutató mérnök. Kényszernyugdíjazása után raktári munkás.

## Szakírói munkássága
Első publikációja az Erdélyi Gazdában jelent meg (a lapnak 1940–45 között főmunkatársa is volt), ismeretterjesztő és szakcikkeket közölt továbbá az Ellenzékben, Magyar Népben, Mezőgazdasági Szemlében, Falvak Népében, Korunkban. A Mezőgazdasági Szemlének 1943–44-ben főszerkesztője is volt, itt jelent meg 1943-ban Az erdélyi és keleti területek mezőgazdaság-politikai kérdései az átmeneti gazdálkodás tükrében c. tanulmánya.

## Kötetekben megjelent munkái
- Erdély mezőgazdasági szakoktatása és szakirodalma (in: Erdély mezőgazdasága. Szerk. Farkas Árpád. Kolozsvár, 1945. Klny.);
- Az erdélyi gazda útja (Kolozsvár, 1946);
- Az erdélyi rét- és legelőgazdaság fejlesztésének lehetőségei (Kolozsvár, 1946. Jog- és Közgazdaságtudományi Értekezések);
- Erdély állattenyésztésének és a szövetkezeti tejhozam fokozásának jövő útjai (Kolozsvár, 1946);
- Két tanulmány: A gazdálkodás tudománya; A hétholdas gazdaság természetes takarmányai (Kolozsvár, 1946);
- Importanţa cartografiei solului în general, cu privire specială asupra celui din regiunea Cluj (in: Comunicările Academiei R. P. R. Bukarest, 1951);
- A talajtérkép alkalmazása a mezőgazdaságban és talajhatározó (Csapó Józseffel és Marian Nemeşsel, Bukarest, 1953);
- Talajélet és trágyázás (Kolozsvár, 1956);
- Talajjavítás közvetve ható anyagokkal (Kolozsvár, 1957).